# Richard Kramer
Richard Kramer (* 21. April 1895 in Küdow, Kreis Ruppin; † 28. Januar 1974 in Nümbrecht) war ein deutscher Politiker (KPD). Er war Abgeordneter des Preußischen Landtages.

## Leben
Kramer war Landwirt in Miersdorf-Wüstemark. Er wurde Mitglied der Kommunistischen Partei Deutschlands (KPD) und war später Funktionär deren Bezirksleitung Berlin-Brandenburg. Im April 1932 wurde er im Wahlkreis Frankfurt (Oder) in den Preußischen Landtag gewählt. 
Nach der „Machtergreifung“ der Nationalsozialisten lebte Kramer vom 28. Februar 1933 bis zum 31. Juli 1933 illegal in Berlin, Bitterfeld und Halle (Saale) und beteiligte sich am kommunistischen Widerstandskampf gegen den Nationalsozialismus. Am 1. August 1933 wurde er verhaftet und befand sich bis Mitte April 1934 in sogenannter „Schutzhaft“ im Strafgefängnis Berlin-Plötzensee und im Zuchthaus Brandenburg-Görden. Ende November 1934 wurde Kramer erneut festgenommen und saß bis Ende Januar 1937 in Königs Wusterhausen im Gefängnis. Von August bis November 1940 war er in Potsdam inhaftiert. Im August 1944 wurde er im Rahmen der „Aktion Gewitter“ erneut festgenommen und in das KZ Sachsenhausen verbracht. Im Dezember 1944 wurde er entlassen. 
Nach dem Zweiten Weltkrieg lebte Kramer in Westdeutschland. Er trat politisch nicht mehr hervor. Kramer starb 1974 im oberbergischen Nümbrecht.